# Batalha de Cassel (1071)
A batalha de Cassel foi travada em 22 de fevereiro de 1071 entre Roberto I da Flandres (ou Roberto, o Frísio) e seu sobrinho, Arnulfo III (filho de Balduíno VI da Flandres). Teve como resultado a vitória de Roberto, e Arnulfo foi morto na batalha.
Arnulfo sucedeu seu pai Balduíno em 1070 e foi apoiado por sua mãe Riquilda, Condessa de Mons e Hainaut. No entanto, Roberto desafiou a sucessão de Arnulfo ao trono de Flandres e começou a angariar apoio principalmente no norte da região francesa (onde a maior parte das forças de Arnulfo estavam localizadas). Os postos de Arnulfo continham indivíduos como o Conde Eustácio II de Bolonha, o Conde Eustácio III de Bolonha, e Godofredo de Bulhão. Além disso, Arnulfo foi apoiado pelo rei Filipe I de França desde a tia do rei, Adela, casada com Balduíno V da Flandres. Um contingente de dez cavaleiros normandos liderados por Guilherme FitzOsbern estavam entre as forças enviadas por Filipe para ajudar Arnulfo.
As forças de Roberto atacaram o exército numericamente superior de Arnulfo antes que pudesse se organizar. O próprio Arnulfo foi morto junto com Guilherme FitzOsborn enquanto Riquilda foi capturada pelas forças de Roberto. No entanto, o próprio Roberto também foi capturado por Eustácio II. Em última análise, Riquilda foi trocada pela liberdade de Roberto.
Roberto se tornou conde de Flandres e governou até 1093. Ele ganhou a amizade do rei Filipe, oferecendo-lhe a mão em casamento de sua enteada, Berta da Holanda.